# Cosmos 419
Cosmos 419 (ou Mars 1971C), était une sonde soviétique destinée à se mettre en orbite autour de Mars. Elle fut lancée le 10 mai 1971, mais elle ne put se séparer du dernier étage de son lanceur : deux jours après, la sonde retomba sur Terre.
Une série de sondes furent envoyées vers Mars durant cette période, à la fois côté américain et soviétique, mais seules les sondes américaines Mariner 4, 6, 7 et 9 avaient réussi leurs missions. Les soviétiques, de leur côté, n'avaient connu que des échecs, avec le programme Marsnik de 1960, Mars 1 et Zond 2 en 1962 et 1964, et Mars 1969A et Mars 1969B en 1969. Cosmos 419 faisait partie du programme Mars M-71, qui incluait trois missions en 1971, dont les suivantes, quelques jours après, étaient Mars 2 et Mars 3. Contrairement aux deux sondes suivantes qui étaient équipées d'atterrisseurs, Cosmos 419 n'était prévu que pour une mise en orbite.
Le lanceur Proton SL-12/D-1-e réussit à placer la sonde en orbite parking basse (174 km × 159 km, 51.4 degrés d'inclinaison), mais une erreur fit que le démarrage du quatrième étage était programmé un an et demi après le tir, au lieu d'une heure et demie. L'ensemble perdit de l'altitude petit à petit, et retomba sur Terre deux jours après. Conformément aux habitudes soviétiques, la mission ayant échoué, la sonde ne reçut pas de nom, et fut numérotée avec le préfixe Cosmos commun.